# 高橋俊英
髙橋俊英（たかはし としひで、1914年6月24日 - 1979年11月5日）は、日本の大蔵官僚。理財局次長、銀行局長、住宅金融公庫理事、同副総裁、公正取引委員会委員長などを歴任。

## 来歴
茨城県出身。1938年10月 高等試験行政科を合格。東北帝国大学法文学部卒業。1939年 大蔵省入省。預金部資金局監理部。1955年8月10日 理財局総務課長兼理財局国庫課長。同年9月1日 理財局総務課長。1956年7月20日 理財局総務課長兼理財局資金課長。同年10月22日 理財局総務課長。1957年6月 経済企画庁調整部参事官。同年8月 経済企画庁調整局参事官。1958年7月18日 東京税関長。1959年8月1日 銀行局検査部長。1962年5月16日 理財局次長。1963年4月22日 銀行局長。東北帝大出身で理財局育ちの高橋の銀行局長就任は異例の人事とされた。1965年6月 退官。同年7月 住宅金融公庫理事。1966年5月 同副総裁。1969年 血管閉塞症のため左足を切断。1972年8月24日 公正取引委員会委員長。1976年2月6日 病気により公正取引委員会委員長を辞任。1979年11月5日 持病が悪化し、心筋梗塞で死去。

## 略歴
- 1939年4月：大蔵省入省。預金部資金局監理部属[1]。
- 1940年8月：熊本税務署長。
- 1941年7月：預金部資金局運用部。
- 1941年7月：預金部総務部。
- 1941年12月：預金部総務部 兼 理財局。
- 1941年12月：渡集団司令部付。
- 1942年1月：比島軍政部財務部付。
- 1942年10月：比島軍政監部付・財政部主税課長。
- 1943年2月：陸軍司政官。
- 1943年10月：比島軍管理事業部 兼 参謀部第二課 兼 駐比日本大使館付陸軍武官室。
- 1944年4月：南方軍司令部付・比島軍管理事業部。
- 1944年10月：第14方面軍司令部付。
- 1945年1月：陸軍省軍務局付。
- 1945年12月：復員。
- 1945年12月：大臣官房企画課。
- 1946年2月：終戦連絡部。
- 1946年3月：専売局煙草部。
- 1947年7月：専売局煙草部管理課長心得。
- 1948年1月：専売局煙草部管理課長。
- 1948年4月：専売局長官官房管理課長。
- 1948年9月：物価庁第一部経理課長。
- 1949年6月：銀行局預金部資金課長。
- 1951年4月：銀行局資金運用課長。
- 1952年8月1日：理財局資金課長。
- 1953年2月15日：理財局資金課長 兼 理財局経済課長。
- 1953年7月15日：理財局経済課長。
- 1954年11月1日：理財局国庫課長。
- 1955年8月10日：理財局総務課長 兼 理財局国庫課長。
- 1955年9月1日：理財局総務課長。
- 1956年7月20日：理財局総務課長 兼 理財局資金課長。
- 1956年10月22日：理財局総務課長。
- 1957年6月：経済企画庁調整部参事官。
- 1957年8月：経済企画庁調整局参事官。
- 1958年7月18日：東京税関長。
- 1959年8月1日：銀行局検査部長。
- 1962年5月16日：理財局次長。
- 1963年4月22日：銀行局長。
- 1963年5月20日：銀行局長 兼 銀行局総務課長。
- 1963年7月1日：銀行局長。
- 1965年6月：退官。